# Frères de la Bienheureuse Vierge Marie, Mère de Miséricorde

Les Frères de la Bienheureuse Vierge Marie, Mère de Miséricorde, dits Frères de Tilbourg (en latin Congregatio Fratrum B. V. Mariae, Matris Misericordiae) forment une congrégation laïque masculine de droit pontifical.

## Historique

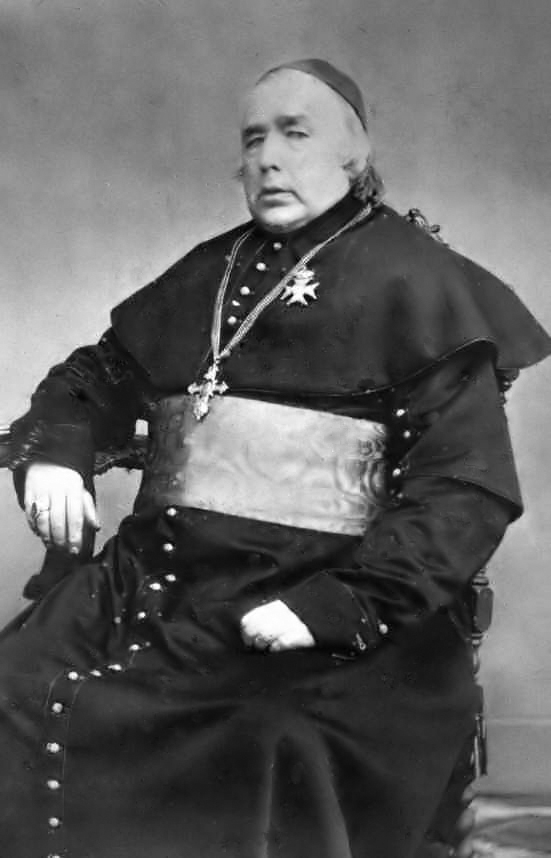
Johannes Zwijsen, fondateur de la congrégation des Frères de la Bienheureuse Vierge Marie, Mère de Miséricorde.

La congrégation est fondée à Tilbourg le 25 août 1854 par Mgr Joannes Zwijsen (1794 - 1877) (1er évêque d'Utrecht après le rétablissement du siège) pour l'éducation chrétienne de la jeunesse. Au départ, l'institut comprend des frères et des prêtres mais il est devenu essentiellement laïque. En 1851 les frères de Tilbourg ouvre une école pour sourds et aveugles à Maaseik. Très tôt, ils s'ouvrent également à l'apostolat en terre de mission avec l'ouverture d'écoles à Curaçao en 1866 et en Guyane néerlandaise en 1902.
L'institut reçoit le décret de louange le 5 septembre 1859 et l'approbation finale du Saint-Siège en 1861, ses constitutions sont définitivement approuvés le 5 septembre 1859.

## Activités et diffusion
Les Frères de Tilbourg se consacrent au départ à l'éducation des garçons pauvres, avec une attention spéciale aux sourds, aveugles, et aux orphelins. Aujourd'hui leur vocation s'élargit à la jeunesse en difficulté. Leur spiritualité est vincentienne. Leur maison généralice est toujours aux Pays-Bas à Tilbourg, où se trouve l'administration centrale et où les archives sont conservées. La communauté qui y demeure est devenue essentiellement internationale. Les vocations s'étant effondrées en Europe, le renouvellement de la congrégation se fait désormais en Indonésie et au Kenya. Depuis 2014, le supérieur général de la congrégation est le frère Lawrence Obiko, de nationalité kenyane. Il est assisté des frères Rofinus Banunaek, Benyamin Tunggu (tous les deux de nationalité indonésienne), et Niek Hanckmann (de nationalité néerlandaise). C'est la première fois que le supérieur général n'est pas d'origine européenne et que le conseil reflète une dimension désormais internationale.
Ils sont présents en :
- Europe : Belgique néerlandophone (il y avait encore 22 frères en 2005), Pays-Bas (124 frères[4] de différents pays). Il n'y a plus que trois lieux d'implantation aux Pays-Bas (à Tilbourg où se trouve la maison généralice et la fondation Joannes Zwijsen, maison de retraite des frères néerlandais devenus âgés; ainsi que la maison Elim, à Udenhout et une autre maison à Vught) et plus qu'un seul en Belgique à Zonhoven. La province belge, devenue région en 2002, a été supprimée en 2012. Toutes les autres maisons ont dû fermer. Les communautés belges flamandes étaient implantées à Maaseik (la première communauté belge fondée en 1851), à Hasselt et à Houthalen. Les derniers frères belges, tous âgés, ont été regroupés en 2013 dans une maison de retraite à Zonhoven.
- Amériques : 
  - Brésil (treize frères) : les frères arrivent en 1960 dans l'État de Minas Gerais, région minière pauvre. La congrégation a commencé avec une communauté à Belo Horizonte et une école secondaire, le Colegio Padre Eustáquio, puis ouvre des centres de soins pour l'enfance en coopération avec Irmao Sol. Près de Belo Horizonte à Igarapé, les frères ouvrent un centre de retraites spirituelles, le Retiro Vicente de Paulo. À Coronel Fabriciano, la congrégation a ouvert un refuge pour enfants des rues (une trentaine de places).
  - États-Unis : la congrégation était présente depuis 1963 à Los Angeles, les derniers trois frères sont partis en 2011.
  - Suriname (ancienne Guyane néerlandaise) : la congrégation y est arrivée en 1902. Les quatre derniers frères sont partis en 2011. Ils s'occupaient d'un internat.
- Afrique : Kenya (42 frères, présents depuis 1958; c'est dans ce pays se trouve le noviciat des frères africains à Sigona près de Nairobi), Namibie (cinq frères, présents depuis 1959), Tanzanie (présents depuis 2005).
- Asie : Indonésie (anciennes Indes néerlandaises, présents depuis 1929, 121 frères; ils ont ouvert une maison d'études aux Philippines en 2009), Timor oriental (présence depuis 1988, une vingtaine de frères encore en formation sous la responsabilité de la province d'Indonésie).

Au 31 décembre 2005, la congrégation comptait encore 320 religieux dans quarante maisons.

## Sources
- (it) Cet article est partiellement ou en totalité issu de l’article de Wikipédia en italien intitulé « Fratelli della Beata Maria Vergine Madre della Misericordia » (voir la liste des auteurs).

- (nl) Cet article est partiellement ou en totalité issu de l’article de Wikipédia en néerlandais intitulé « Fraters van Tilburg » (voir la liste des auteurs).